# Romas Ubartas
Romas Ubartas (né le 26 mai 1960 à Panevėžys dans le raïon de Šilutė), est un athlète lituanien, pratiquant le lancer du disque.
Il a remporté la médaille d'argent de cette discipline aux Jeux olympiques d'été de 1988 pour l'Union Soviétique et celle d'or à ceux de 1992 pour la Lituanie. Il a également été champion d'Europe en 1986.
Son record personnel est de 70,06 mètres.

## Palmarès

### Jeux olympiques d'été
- Jeux olympiques d'été de 1988 à Séoul  Corée du Sud
  -  Médaille d'argent du lancer du disque
- Jeux olympiques d'été de 1992 à Barcelone  Espagne
  -  Médaille d'or du lancer du disque

### Championnats d'Europe
- Championnats d'Europe d'athlétisme 1986 à Stuttgart  Allemagne:
  -  Médaille d'or du lancer du disque